# Port lotniczy Ar-Rusajris
'Port lotniczy Ar-Rusajris (IATA ') – port lotniczy położony w Ar-Rusajris, w Sudanie (stan Nil Błękitny).